# シスター 夏のわかれ道
『シスター 夏のわかれ道』（-なつのわかれみち、原題：我的姐姐）は、2021年の中国映画。
一人っ子政策が2015年まで続いた中国の社会問題を背景に、見知らぬ弟を突然預けられ人生の選択を迫られた女性の葛藤と姉弟の絆を描いたヒューマンドラマ映画。第34回金鶏奨最優秀助演女優賞（ジュー・ユエンユエン）、第16回長春映画祭金鹿賞最優秀女優賞（チャン・ツィフォン）、第19回華表奨最優秀女優賞（チャン・ツィフォン）を受賞した。

## ストーリー
一人っ子政策の中国では、家の跡取りにできない娘が生まれると残念がられた。安然(アン・ラン)の父親も娘を評価せず、医者になりたいという彼女の夢も許さなかった。近くの学校で看護師の資格を取り、親の老後の面倒を見ろと命じられたアン・ランは、絶望して家を離れ、看護師として働きながら、北京の大学院を受験して医者になるために勉強と貯金に励んでいた。
そんな時、両親が交通事故で亡くなり、アン・ランは、一人っ子政策の終了後に生まれた5才の弟の安子恒(アン・ズーハン)と初めて対面した。当然のように弟をアン・ランに育てさせようとする親戚たち。アン・ランは弟を養子に出すと言い張った。
アン・ランの父親には持ち家があり、名義は相続人のアン・ランのまま、まだ弟には変えられていなかった。アパートから持ち家に転居し、弟を押し付けられるアン・ラン。ワガママに育ったアン・ズーハンは絶えず姉の邪魔をして苛立たせた。
弟の養子先を探し始めるアン・ラン。ようやく理想の夫婦が見つかり、お試しで数日間アン・ズーハンを預けたが、大反対していた叔母が先方にズーハンの悪口を言いふらし破談にしてしまった。叔母もまた、男兄弟のために勉強や夢を諦め、家族を守って来た女性だったのだ。
弟を育ててやると申し出る叔父。受験のために北京に向かう決心をしたアン・ランは、優柔不断な恋人と別れ、勤めていた病院も辞めた。しかし、役者くずれの文無しで、金が目当ての叔父は、アン・ズーハンを連れて博打場に通っていた。怒って弟を連れ帰るアン・ラン。
姉を慕うようになり、医者になるという夢を理解するアン・ズーハン。数日間を過ごした夫婦の家に自分で電話をかけたアン・ズーハンは、養子にして欲しいと申し出た。北京に旅立つ前に、裕福な家で大事にされる弟の姿を確認に行くアン・ラン。だが、二度と弟に会わないという合意書にサインを求められたアン・ランは、弟を連れ帰り、共に生きて行く覚悟を決めた。

## キャスト
- 安然（アン・ラン）：チャン・ツィフォン
- 安子恒（アン・ズーハン）：ダレン・キム
- 武東風（ウー・ドンフォン）：シャオ・ヤン
- 安蓉蓉（アン・ロンロン）：ジュー・ユエンユエン
- ：ドアン・ボーウェン
- ：リャン・ジンカン
- ：ワン・シェンディー

## スタッフ
- 監督：イン・ルオシン
- 脚本：ヨウ・シャオイン
- 主題歌：ワン・ユエン「Sister」
- 製作：イザベラ・イン
- 撮影：ピャオ・ソンリー
- 美術：ドゥ・クワンユ
- 音楽：カオ・シャオヤン、カオ・ティエンシャン
- 編集：チュウ・リン